# Архидиоцезальная классическая гимназия

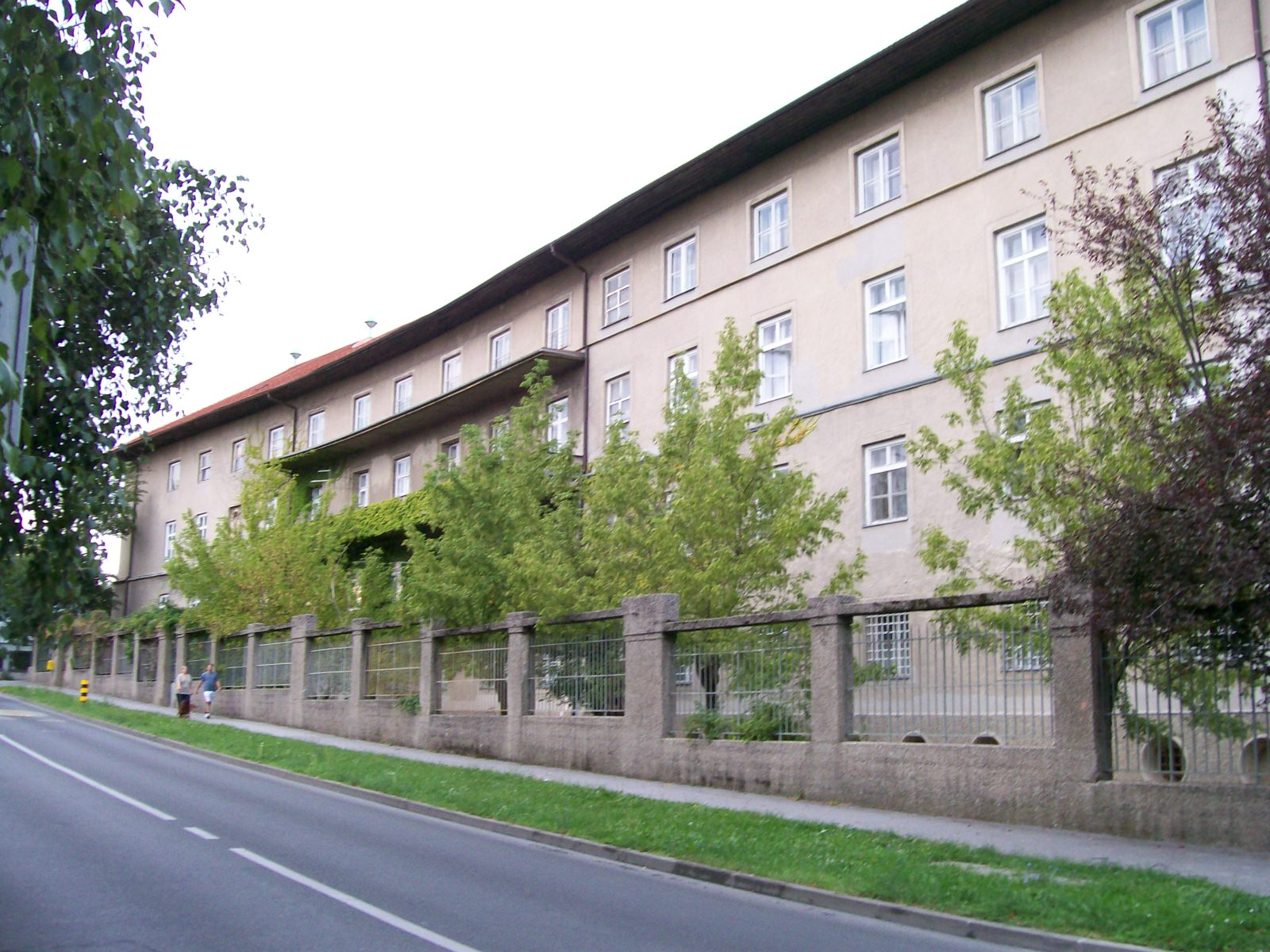
Здание гимназии

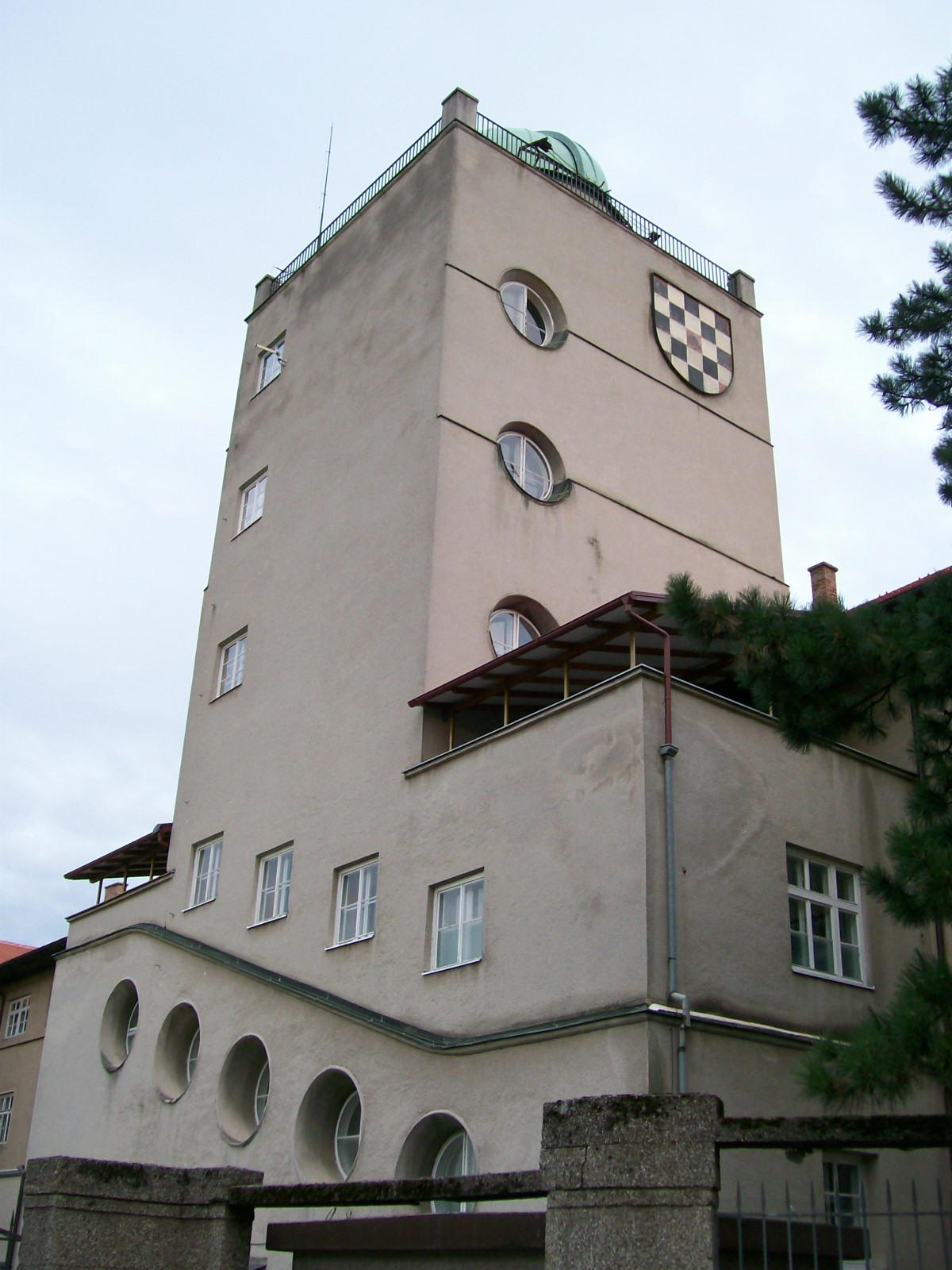
Обсерватория

Архидиоцезальная классическая гимназия (хорв. Nadbiskupska klasična gimnazija, NKG) — католическая гимназия в Загребе (Хорватия). Расположена в районе Шалата по адресу: Вочарска, 106.
Гимназия предлагает воспитанникам образование, ориентированное на классическую культуру и историю, в частности в программу включены латинский и древнегреческий языки. Гимназия патронируется Католической церковью, значительная часть юношей-выпускников затем поступает в Загребскую семинарию, которая расположена в том же комплексе зданий, что и гимназия. Как и в прочие гимназии Хорватии, в Архидиоцезальную классическую гимназию поступают после завершения обязательного 8-летнего образования. Обучение длится 4 года.

## История
Современная гимназия — наследник Архидиоцезального лицея для юношей, который был открыт в 1854 году при семинарии. В 1922 году лицей был преобразован в Большую архидиоцезальную гимназию (Nadbiskupska velika gimnazija), а в 1931 году имя было изменено на современное. Гимназия рассматривалась как место для получения среднего образования будущими священниками перед их поступлением в семинарию. После Второй мировой войны коммунистические власти отозвали государственное признание гимназии из-за её религиозной направленности, но она не была закрыта. В 1991 году после обретения Хорватией независимости гимназия вновь получила государственную регистрацию, образование, полученное в ней, признаётся государством, как полноценное среднее образование. С 2003 года был открыт доступ для девушек, до этого гимназия была чисто мужской.
В настоящее время первоначальная функция гимназии, как место подготовки будущих священников, существенно изменилась. Учебное заведение рассматривается ныне, как место получения гуманитарного классического образования, хотя серьёзный акцент на католическое воспитание и богословские предметы в гимназии сохраняется.

## Обсерватория
Гимназия известна своей школьной обсерваторией. Работы в области астрономии, выполненные учениками, регулярно публикуются на сайте гимназии.